# Garfield karácsonya
A Garfield karácsonya (eredeti cím: A Garfield Christmas Special) 1987-ben bemutatott, mára klasszikussá vált amerikai rajzfilm, amely a Garfield-sorozat hetedik része. Az animációs játékfilm rendezője és producere Phil Roman. A forgatókönyvet Jim Davis írta, a zenéjét Ed Bogas és Desirée Goyette szerezte. A tévéfilm a Film Roman Productions és a United Media Productions gyártásában készült.
Amerikában 1987. december 21-én a CBS-en, Magyarországon 1993. június 4-én az MTV2-n vetítették le a televízióban.
Ez az egyetlen Garfield tévéfilm, amelyet nem vetítették le az RTL Klubon. A film a 10. helyen szerepel a TV Guide "10 legjobb családi ünnepi film" listáján.

## Szereplők
| Szereplő     | Eredeti hang       | Magyar hang        |
| ------------ | ------------------ | ------------------ |
| Garfield     | Lorenzo Music      | Kerekes József     |
| Jon Arbuckle | Thom Huge          | Pusztaszeri Kornél |
| Odie (Ubul)  | Gregg Berger       | Szűcs Sándor       |
| Nagyi        | Pat Carroll        | Czigány Judit      |
| Mama         | Julie Payne        | Dallos Szilvia     |
| Papa         | Pat Harrington Jr. | Perlaki István     |
| Doki bátyó   | David L. Lander    | Bartucz Attila     |

## Szinkronstáb
| Magyar változat munkatársai | Magyar változat munkatársai         |
| --------------------------- | ----------------------------------- |
| Felolvasó                   | Kertész Zsuzsa                      |
| Magyar szöveg               | Bálint Ágnes                        |
| Hangmérnök                  | Solymosi Ákos                       |
| Rendezőasszisztens          | Rónai Rita                          |
| Gyártásvezető               | Vácz Zsuzsanna                      |
| Technikai munkatársak       | Áhel László Katona István           |
| Szinkronrendező             | Szalay Éva                          |
| Szinkronstúdió              | Syinthrate                          |
| Közreműködő                 | Demjén Imre vállalkozása Viton Kft. |
| Megrendelő                  | MTV2                                |

## Betétdalok
| Dal                                         | Előadó                            |
| ------------------------------------------- | --------------------------------- |
| Gimme, Gimme, Gimme, Gimme                  | Lou Rawls                         |
| Can't Wait Till Christmas                   | Thom Huge Lorenzo Music           |
| O Christmas Tree (short song)               | Pat Carroll                       |
| Christmas in Your Heart                     | Ensemble együttes Desirée Goyette |
| You Can Never Find an Elf When You Need One | Lou Rawls Desirée Goyette         |
| A Good Old-Fashioned Christmas (végefőcím)  | Ensemble együttes                 |